# Scotopteryx microgynaria
Scotopteryx microgynaria là một loài bướm đêm trong họ Geometridae.